# Razdolnaja
Razdolnaja (ros. Раздольная; chiń. 绥芬河; pinyin Suífēn Hé) – rzeka o długości 242 km na rosyjskim Dalekim Wschodzie.